# 奥茨扎涅普
奥茨扎涅普是印度尼西亚巴布亚省阿斯马特县的一个村庄。该村庄位于印度尼西亚木麻黄海岸最北端的Ewta河畔
，因木麻黄树而得名，但现在由于过度采伐而消失。奥茨扎涅普以其木雕而闻名。当地人仍然穿着其传统服装，同时村里有一个现代化的传教士教会的教堂和草坪，这在此地区是不常见的。